# ウィークリーコンテナサービス
ウィークリーコンテナサービスとは、コンテナ船が毎週決められた曜日に決められた港を出港、入港する輸送サービス。定曜日（ウィークリー）コンテナサービス。
運用図
| 投入船舶 | 寄港スケジュール | 寄港スケジュール | 寄港スケジュール | 寄港スケジュール | 寄港スケジュール | 寄港スケジュール | 寄港スケジュール | 寄港スケジュール |
| 投入船舶 | a港発            | →                | b港              | c港              | d港              | →                | a港着            | 週               |
| A船      | 月               | →                | 水               | 木               | 金               | →                | 日               | 1週目            |
| B船      | 月               | →                | 水               | 木               | 金               | →                | 日               | 2週目            |
| C船      | 月               | →                | 水               | 木               | 金               | →                | 日               | 3週目            |
| A船      | 月               | →                | 水               | 木               | 金               | →                | 日               | 4週目            |
| B船      | 月               | →                | 水               | 木               | 金               | →                | 日               | 5週目            |
| C船      | 月               | →                | 水               | 木               | 金               | →                | 日               | 6週目            |